# Lunar Rescue
Lunar Rescue (ルーナーレスキユー?, Runā Resukyū) è un videogioco arcade a schermata fissa edito dalla Taito nel 1979. Il suo gameplay è un ibrido tra Lunar Lander e Space Invaders, incentrato sull'operazione di soccorso di astronauti rimasti intrappolati sulla Luna.
La versione emulata è inclusa nelle raccolte Taito Memories Joukan, Taito Legends 2, Taito Legends Power-Up e Taito Memories Pocket, tutte uscite tra il 2005 e il 2007.

## Modalità di gioco
Il gioco inizia con il modulo spaziale del giocatore ancorata all'interno dell'astronave madre nella parte superiore dello schermo. Sotto di essa c'è uno sciame di asteroidi e, sotto, la superficie lunare. Vi sono tre piattaforme con un diverso punteggio su cui è possibile atterrare e sei astronauti bloccati che necessitano di salvataggio. Il giocatore preme il pulsante per rilasciare il proprio modulo dalla nave madre e manovrarla attraverso il campo di asteroidi. L'imbarcazione può muoversi solo a sinistra o a destra o consumare una quantità limitata di carburante attivando la spinta (di nuovo lo stesso pulsante) per rallentare la sua discesa. Se il velivolo atterra con successo su una piattaforma disponibile, uno degli astronauti correrà verso il velivolo e sale a bordo.
La cintura degli asteroidi si trasforma in uno sciame di dischi volanti, alcuni dei quali sganciano bombe. Il giocatore deve quindi guidare il modulo fino alla nave madre (esso sale senza consumare carburante), evitandoli. Il pulsante di spinta ora è un pulsante di fuoco che può essere utilizzato per sparare ai nemici in alto (come in Space Invaders). L'imbarcazione deve essere attraccata alla navicella utilizzando l'apertura della baia. Se viene colpito il lato della nave o qualsiasi sua parte al di fuori dell'apertura, l'astronauta salvato cade in superficie e muore. Se la navicella viene persa del tutto, il velivolo esplode. 
Infine, dopo che tutte e sei le persone sono state salvate (o uccise, a condizione che al giocatore siano rimaste ancora delle vite), Lunar Rescue ricomincia da un livello superiore. In alcune fasi di ascesa le comete voleranno in diagonale: esse seguono uno dei due percorsi coerenti che formano una X sullo schermo, quindi la pianificazione può aiutare a schivarle.